# Варшавские губернские ведомости
«Варшавские губернские ведомости» — газета, образованная из «Dziennik Urz ę dowy guberni Mazowieckiej» и издававшаяся в Варшаве с 1867 года еженедельно, до 1877 года — в пол-листа, а с 1877 года — в лист и с расширенным неофициальным отделом. Одним из выдающихся и долговременных редакторов неофициального отдела был Новаковский, а официального — В. Сахаров. В неофициальном отделе помещались только объявления; редакторы с 1891 года: В. Тиминский и К. Петц. Прекратила своё существование в 1915 году.